# Nobuhiro Naitō
Nobuhiro Naitō (jap. 内藤 修弘, Naitō Nobuhiro; * 25. Mai 1978 in der Präfektur Shizuoka) ist ein ehemaliger japanischer Fußballspieler.

## Karriere
Naitō erlernte das Fußballspielen in der Jugendmannschaft von Shimizu S-Pulse. Seinen ersten Vertrag unterschrieb er 1997 ebenfalls bei Shimizu S-Pulse. Der Verein spielte in der höchsten Liga des Landes, der J1 League. 1998 erreichte er das Finale des Kaiserpokals. 1999 wurde er mit dem Verein Vizemeister der J1 League. Ende 1999 beendete er seine Karriere als Fußballspieler.

## Erfolge
Shimizu S-Pulse
- J1 League

Vizemeister: 1999
- Kaiserpokal

Finalist: 1998